# Heðin Brú
Heðin Brú ([ˈhejɪn bɹʉu], vlastním jménem Hans Jacob Jacobsen (17. srpna 1901, Skálavík – 18. května 1987) byl faerský spisovatel a překladatel. Brú je považován za nejvýznamnějšího faerského spisovatele své doby, je známý pro svůj svěží a ironický styl. Jeho novela Feðgar á ferð (Starý muž a jeho synové) byla Faeřany vybrána za Knihu 20. století.

## Život
Heðin Brú prožil své mládí v prostředí mezi rybáři, o kterém později jako spisovatel psal ve svých raných literárních dílech. Později se vydal na studia do Dánska, kde ve 20. letech studoval zemědělskou školu. Po studiích se vrátil zpět domů, a pracoval jako poradce pro zemědělství, pro Faerskou vládu.
Vyvinul se v realistu, ale i ve výborného humoristu. Vedle vlastní tvorby byl také významným překladatelem do faerského jazyka. Mezi jeho nejznámější překladatelská díla patří Shakespearův Hamlet.

## Dílo
Povídky
- Fjallaskuggin (1936, Stín hory)
- Flókatrøll (1948, Otrhanec)

Romány
- Lognbrá (1930, vzdušný přelud)
- Fastatøkur (1935, Sevření)
- Feđgar a ferđ (1940, Starý muž a jeho synové)
- Leikum fagurt (1963, Hrajme krásně)